# Arslanbek Salimov
Arslanbek Salimov (ur. 29 listopada 2003) – polski zapaśnik startujący w stylu klasycznym.

## Kariera
Brązowy medalista mistrzostw Europy w 2025. Trzeci na MŚ U-23 w 2024. Trzeci na MŚ juniorów w 2023. Wicemistrz Europy juniorów w 2022 roku. Zdobył trzy medale mistrzostw Polski, w tym złoty w 2022 i 2024 roku.

## Życie prywatne
Jego brat Mairbek, również jest zapaśnikiem. Oboje pochodzą z Czeczeni.